# EUobserver
Der EUobserver ist eine unabhängige, englischsprachige Onlinezeitung mit Sitz in Brüssel, die über das politische Geschehen in der Europäischen Union berichtet.

## Geschichte
Der EUobserver wurde im Jahr 2000 gegründet. 2003 erfolgte eine vorübergehende Vereinbarung, um öffentliche Kommentare und Zusammenfassungen auf Wikipedias Nachrichtenseiten zugänglich zu machen. 2008 wurde die Website um Videos und Blogs erweitert. 2010 gab es eine vorübergehende Kooperation mit der WAZ bei Nachrichten aus Südosteuropa.
Die Open Society Foundations honorierten 2014 die Arbeit des Mediums mittels eines Projektzuschusses.

## Selbstverständnis und Profil
Der EUobserver gab sich das Motto „Making sense of the EU“, deutsch etwa „Sich die EU zusammenreimen“, aber auch im weiteren Sinn „Die EU mit Sinn erfüllen“. Dies soll umgesetzt werden durch den eigenen Anspruch an freies Denken und klare Sprache. Dabei soll die europäische Demokratie gestärkt werden, indem man den Lesern diejenigen Informationen liefern möchte, die sie benötigen, um das Establishment in die Verantwortung zu nehmen.
Das eigene Ziel eines qualitativ hochwertigen Journalismus möchte man in einem Team erfahrener Journalisten umsetzen mittels täglicher Nachrichten aus Brüssel, dem Machtzentrum der EU. Dabei ist man sowohl finanziell wie auch redaktionell unabhängig von Institutionen der Europäischen Union. Die Berichterstattung hat einen klaren Schwerpunkt im Bereich Menschenrechte, Transparenz, Korruptionsbekämpfung, Umweltschutz und Demokratisierung der Europäischen Union.
Der EUobserver bekennt sich zur Munich Declaration of the Duties and Rights of Journalists und behält sich vor, jeden übermittelten Inhalt, der diesen Standard nicht erfüllt, abzulehnen.

## Organisation und Geschäftsmodell
Die Dänin Lisbeth Kirk ist sowohl Gründerin als auch weiterhin Journalistin und strategische Managerin des EUobserver. Privat war sie seit 1986, bis zu seinem Tod, mit dem dänischen Politiker Jens-Peter Bonde verheiratet. Chefredakteur ist seit 2016 der Franzose Eric Maurice. Das Team setzt sich Stand 2017 aus 11 weiteren Mitarbeitern, einigen aus Vertrieb und Verwaltung, hauptsächlich jedoch Journalisten zusammen.
Als Non-Profit-Organisation besitzt der EUobserver unter belgischem Recht als Vereinigung ohne Gewinnerzielungsabsicht (franz.: „Association sans but lucratif“ kurz ASBL) einen Aufsichtsrat. Dieser setzt sich aus fünf Mitgliedern zusammen.
Seine Einnahmen speisen sich aus einer Vielzahl von Einkommensquellen einschließlich Werbung und Buchverkäufen. Große Teile des Inhalts wie auch der Newsletter sind dabei kostenfrei verfügbar. Premium-Inhalte wie Feuilleton, Interviews, Analysen und Untersuchungen werden via Abonnements verkauft. Es werden zusätzlich Gastbeiträge und Kommentare bei anderen Zeitungen veröffentlicht, und in zahlreichen Publikationen zu europapolitischen Themen finden sich Referenzen des EUobserver. Auch wurden bereits eigene Bücher verlegt.
Die Einnahmen setzen sich Stand 2017 folgendermaßen zusammen: Spenden und Stiftung 46 %, Werbung 35 %, Abonnements 18 %, Anderes 1 %. Dabei ist die Adessium Foundation einer der Hauptsponsoren.

## Reichweite und Einfluss
Der Newsletter des EUobserver wurde laut eigenen Angaben 2012 von über 500 Mitgliedern des Europäischen Parlaments und rund 3.000 Journalisten und insgesamt 33.000 Mal abonniert, der RSS-Feed hatte 12.000 Abonnenten. Laut eigenen Statistiken entwickelte sich die Zahl der Leser des EUObserver von etwa 30.000 unterschiedlichen Lesern am Tag im Jahr 2007 bis zu mehr als 60.000 unterschiedlichen  Lesern am Tag und 260.000 jeden Monat, 115.000 Followern auf Facebook und Twitter im Jahr 2016.
Nach Angaben der Financial Times war der EUobserver 2013 mit 60.000 Lesern die größte Nachrichtenseite zur EU-Politik. Seine Leserschaft und Abdeckung entsprechen etwa denen von Financial Times und Euractiv. Seine Berichterstattung war daher Gegenstand einer wissenschaftlichen vergleichenden Medienanalyse und anderer Fachpublikationen.
Im Jahr 2016 veröffentlichte Dober Partners den EU Media Relations Report. Laut dieser Studie war der EUobserver mit 16 % das zweiteinflussreichste Medium über die EU unter 80 EU-Journalisten nach der Financial Times mit 18 % und noch vor EurActiv mit 11 %.
In der Umfrage 2016 EU Media Poll von Burson-Marsteller und ComRes gaben von 249 befragten sog. „Influencers“ (Mitglieder des europäischen Parlaments, Beschäftigte in europäischen Organisationen, Journalisten) 22 % an, den EUobserver mindestens einmal wöchentlich zu lesen. Ein ebenso großer Prozentsatz hielt den EUobserver für „sehr einflussreich“ oder „ziemlich einflussreich“.
Auch nach anderen Quellen war 2014 der EUobserver das zweiteinflussreichste Medium zu EU-Angelegenheiten für Journalisten in Brüssel.
In Österreich haben sowohl das Bundesverwaltungsgericht als auch der Asylgerichtshof in ihren Entscheidungen häufig den EUobserver als Quelle herangezogen.